# Euronews SA
Euronews SA, anciennement EuronewsNBC entre 2017 et 2020, est un groupe audiovisuel français éditant les chaînes d'information en continu Euronews et Africanews.
À l'origine, Euronews SA est créé le 19 décembre 2008 de la fusion de la SOCEMIE (Société opératrice de la chaîne européenne multilingue d'information Euronews) et de la SECEMIE (Société éditrice de la chaîne européenne multilingue d'information Euronews), toutes deux créées le 1er janvier 1993.

## Historique du groupe

### 1993 - 2008: SOCEMIE et SECEMIE
Le 1er janvier 1993, la chaîne de télévision pan-européenne d'information internationale en continu Euronews est créée. Elle est gérée par la SOCEMIE (Société opératrice de la chaîne multilingue d'information Euronews), elle-même détenue par la SECEMIE (Société éditrice de la chaîne multilingue d'information Euronews) qui maitrise la ligne éditoriale de la chaîne. La SECEMIE est la propriété des groupes audiovisuels publics français (France Télévisions), italien (Rai), chypriote (Société de radiodiffusion de Chypre), grecque (ERT), égyptien (ERTU), belge (RTBF), portugais (RTP), espagnol (RTVE), monégasque (TMC) et finlandais (YLE). Les groupes allemands (ZDF et ARD) et anglais (BBC) s'opposent à la création de la chaîne, tandis que le suisse SSR devient actionnaire de la SECEMIE quelques mois plus tard. Le siège de la chaîne est établi à Lyon (France), qui est choisi face à Munich (Allemagne), Bologne (Italie) et Valence (Espagne).
Au fil des années, plusieurs groupes audiovisuels publics rejoignent Euronews : l'algérien EPTV, le bulgare BNT, le maltais PBS, le tchèque ČT, le slovène RTVSL et le tunisien ERTT.
En avril 1995, en proie à des difficultés financières, Euronews ouvre son capital au secteur privé. Le groupe français Alcatel, via sa filiale la Générale Occidentale, acquiert 49 % de la SOCEMIE pour un montant estimé à 115 millions de francs,. Les 51 % restants sont la propriété de la SECEMIE.
En novembre 1997, la société de production britannique Independent Television News (ITN) rachète les parts d'Alcatel pour un montant estimé à 50 millions de francs.
En 1999, le groupe irlandais Raidió Teilifís Éireann (RTÉ) devient actionnaire de la SECEMIE. La chaîne russe RTR le devient à son tour le 29 juin 2001.
En décembre 2001, ITN annonce son intention de vendre sa participation dans Euronews. Des négociations débutent en mars 2002 avec plusieurs groupes de médias. Finalement, en avril 2003, les 19 groupes publics actionnaires rachètent les 49 % d'ITN dans la SOCEMIE afin de faire d'Euronews une chaîne publique européenne.

### 2008-2017: Euronews SA
Le 19 décembre 2008, l'assemblée générale des actionnaires approuve la fusion des sociétés SECEMIE SA (société éditrice) et SOCEMIE SA (société opératrice) en une seule entité juridique : Euronews SA, qui reste de droit français. Une nouvelle gouvernance et mise en place avec un conseil de surveillance, composé de trois personnalités et de neuf chaînes actionnaires, et un directoire, composé d'un président et d'un directeur général,.
Le 2 octobre 2012, la chaîne Euronews lance une radio numérique dénommée Euronews Radio, qui mélange bulletins d'information et programmation musicale. Elle diffuse sur le web et les applications mobiles,.
Début 2015, Euronews entre en négociations avec le milliardaire égyptien Naguib Sawiris pour que ce dernier rachète une majorité du capital d'Euronews SA. Le 9 juillet 2015, Media Globe Networks (MGN), contrôlé par la famille Sawiris, acquiert 53 % du groupe contre une augmentation de capital de 35 millions d'euros. Les 47 % restants restent la propriété des 21 groupes audiovisuels publics et 3 collectivités territoriales. Pour garantir l'indépendance de la ligne éditoriale de la chaîne Euronews, un conseil éditorial est créé,.
Le 15 octobre 2015, Euronews inaugure son nouveau siège mondial situé dans le quartier de La Confluence, à Lyon. Le cabinet d'architectes Jakob + MacFarlane a conçu un bâtiment moderne d'une superficie de 10 000 m2 en forme de rectangle vert pouvant accueillir les 800 collaborateurs internationaux de la chaîne. Les travaux, débutés en novembre 2011, ont couté 60 millions d'euros.
Le 4 janvier 2016, Euronews SA lance le site web de la nouvelle chaîne panafricaine Africanews, petite sœur de la chaîne pan-européenne Euronews. La chaîne commence à émettre le 20 avril en français et en anglais depuis Pointe-Noire en République du Congo,,. La chaîne compte une cinquantaine de journalistes de quinze nationalités, ainsi que 45 correspondants répartis sur le continent africain.

### 2017 - 2020: NBC
En février 2017, l'américain NBC News entend entrer dans le capital d'Euronews à hauteur de 25 %. À la suite de ce changement confirmé en mai 2017, NBC participera à une augmentation de capital de 25 millions d'euros, qui fait passer la participation de Naguib Sawiris de 53 % à 60 %, les médias publics présents au capital voient leur participation passer de 47 % à 15 %. Les autorités européennes ont reçu des assurances sur le maintien de la vocation européenne de la chaîne. Aussi, malgré le fait qu'elles soient minoritaires au capital, les télévisions publiques conserveront 7 des 11 sièges du conseil éditorial.

### Post NBC
Après avoir conclu un accord en avril 2020 avec NBC News pour acquérir leur part de 25 % dans Euronews, Media Globe Networks (MGN) a augmenté ses parts d’environ 63% à environ 88 %. Les 12 % restants continuent d’être détenus par des actionnaires publics (diffuseurs audiovisuels publics et collectivités territoriales)[réf. nécessaire].
En décembre 2021, le fonds d'investissements portugais Alpac Capital entend acquérir les 88% de Media Globe Networks (MGN) dans Euronews. Cette décision est validée par le ministère français de l'Économie le 20 mai 2022 pour être finalisée en juillet 2022,. À cette occasion, la quasi-totalité des actionnaires publics se sont retirés du capital d'Euronews,.

## Identité visuelle

Logo d'Euronews SA de 2008 à 2016
Logo d'Euronews SA de 2016 à 2017
Logo d'Euronews SA de 2020 à 2022
Logo d'Euronews SA depuis 2022

## Organisation

### Dirigeants
De sa création le 1er janvier 1993 à la mise en place d'une nouvelle gouvernance le 19 décembre 2008, la SOCEMIE est dirigée par un président. Depuis le 19 décembre 2008, date de la fusion de la SECEMIE et de la SOCEMIE en Euronews SA, cette dernière a opté pour une structure de gouvernance « à l'allemande », composée d'un conseil de surveillance et d'un directoire,.
Présidents de la SOCEMIE (1993-2008) :
- José Vilo Abello : 26 juillet 1996 - [29] ;
- Stewart Purvis (PDG d'ITN) : - 28 avril 2003 ;
- Philippe Cayla : 28 avril 2003 - 19 décembre 2008[11].

#### Directoire

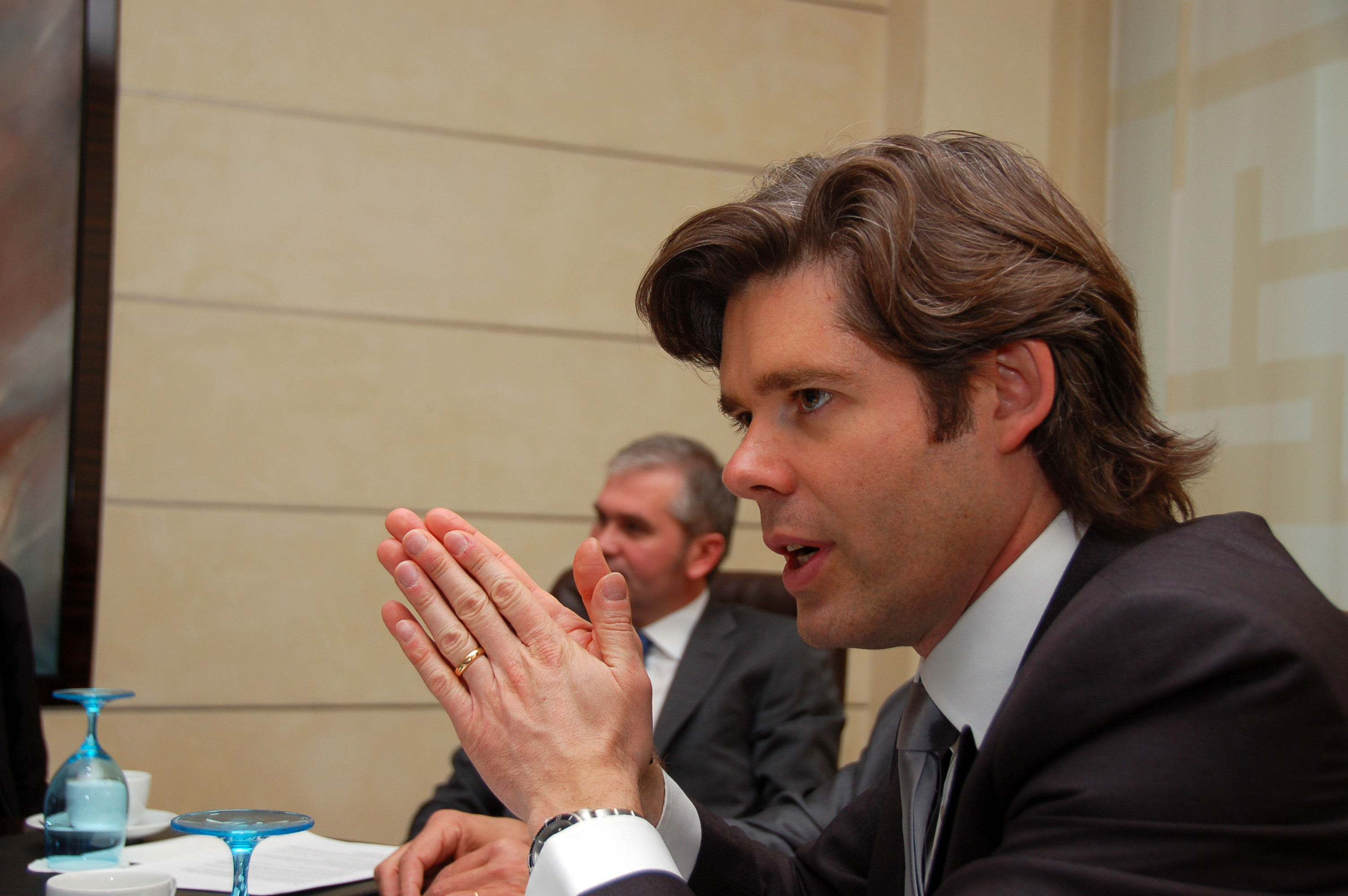
Michael Peters, président du directoire.

Le directoire est l'organe responsable de la gestion exécutive. En plus du président, le directoire est également composé de Lucian Sârb, directeur de la rédaction, et d'Olivier de Montchenu, directeur commercial et directeur général d'Euronews sales.
Présidents du directoire :
- Philippe Cayla : 19 décembre 2008 - 16 décembre 2011[12] ;
- Michael Peters : depuis le 16 décembre 2011[30].

#### Conseil de surveillance
Le conseil de surveillance veille au bon fonctionnement de la chaîne et rend compte aux actionnaires. Il est composé de personnes physiques ainsi que de représentants des sociétés actionnaires.
Présidents du conseil de surveillance :
- Pier Luigi Malesani : 19 décembre 2008 - 16 décembre 2011[12] ;
- Paolo Garimberti : 16 décembre 2011 - 15 octobre 2015[31] ;
- Naguib Sawiris : depuis le 15 octobre 2015[32].

### Capital
À sa création le 1er janvier 1993, la SECEMIE est la propriété de 10 groupes audiovisuels publiques européens,.
En avril 1995, le groupe français Alcatel, via sa filiale la Générale Occidentale, acquiert 49 % de la SOCEMIE,. En novembre 1997, la société de production britannique Independent Television News (ITN) rachète les parts d'Alcatel. En avril 2003, les 19 groupes publics actionnaires rachètent les 49 % d'ITN dans la SOCEMIE.
Le 19 décembre 2008, les sociétés SECEMIE SA (société éditrice) et SOCEMIE SA (société opératrice) fusionnent en une seule entité juridique : Euronews SA,. Depuis le 9 juillet 2015, Euronews SA est détenue à 53 % par Media Globe Networks (MGN), propriété de l'homme d'affaires égyptien Naguib Sawiris. Les 47 % restants sont la propriété de 21 groupes audiovisuels publics et 3 collectivités territoriales françaises,.
En 2015, les 25 actionnaires sont :
- Media Globe Networks à 53 % ;
- France : France Télévisions à 10,73 % (fondateur) ;
- Italie : Rai à 9,66 % (fondateur) ;
- Russie : VGTRK à 7,17 % ;
- Turquie : TRT à 6,64 % ;
- Suisse : SSR à 4,10 % ;
- Maroc : SNRT à 2,69 % ;
- Roumanie : TVR à 0,73 % ;
- Métropole de Lyon à 0,72 % ;
- Département du Rhône à 0,72 % ;
- Région Rhône-Alpes à 0,72 % ;
- Portugal : RTP à 0,62 % (fondateur) ;
- Ukraine : Suspilne à 0,45 % ;
- Irlande : RTÉ à 0,42 % ;
- Finlande : Yle à 0,40 % (fondateur) ;
- Belgique : RTBF à 0,27 % (fondateur) ;
- Suède : TV4 à 0,23 % ;
- Algérie : EPTV à 0,15 % ;
- Grèce : ERT à 0,14 % (fondateur) ;
- Égypte : ERTU à 0,13 % (fondateur) ;
- Chypre : CyBC à 0,09 % (fondateur) ;
- Tunisie : ERTT à 0,08 % ;
- Slovénie : RTV-SLO à 0,06 % ;
- Malte : PBS à 0,04 % ;
- République tchèque : ČT à 0,03 %.

Entre 2017 et 2020, le groupe est détenu à 60 % par l'homme d'affaires égyptien Naguib Sawiris, via Media Globe Networks (MGN), à 25 % par la chaîne américaine NBC News et à 15 % par 21 groupes audiovisuels publics européens et 3 collectivités territoriales françaises. Le groupe est renommé Euronews NBC, en conséquence de ce rachat.
Après avoir conclu un accord en avril 2020 avec NBC News pour acquérir leur part de 25 % dans Euronews, Media Globe Networks (MGN) a augmenté ses parts d’environ 63% à environ 88 %. Les 12 % restants continuent d’être détenus par des actionnaires publics (diffuseurs audiovisuelsGroupes audiovisuels publics et collectivités territoriales). EuronewsNBC reprend alors son nom d'origine Euronews SA.
À l'occasion du rachat des parts de Media Globe Networks (MGN) par le fonds d'investissements Alpac Capital en 2022, la quasi-totalité des diffuseurs publics (avec l'exception de la SNRT marocaine et de la PBS maltaise) se sont retirés du capital d'Euronews, permettant ainsi à Alpac Capital d'augmenter ses parts à 97,6 %,.

### Activité, résultat, effectif
|                                        | 2014  | 2015 | 2016  | 2017  | 2018  | 2019 |
| Chiffre d'affaires en millions d'euros | 51    | 42,9 | 45,1  | 40,9  | 50,7  |      |
| Résultat net en millions d'euros       | -10,4 | -7,7 | -16,1 | -22,8 | -19,2 |      |
| Effectif moyen annuel                  | 389   | 395  | 384   | 349   | 361   |      |

### Siège
De sa création en 1993 à 2015, le siège d'Euronews se situe à Écully, dans la métropole de Lyon.
Depuis le 15 octobre 2015, le siège mondial d'Euronews se situe au 56 quai Rambaud, dans le quartier de La Confluence, à Lyon. Conçu par le cabinet d'architectes Jakob + MacFarlane, le bâtiment moderne d'une superficie de 10 000 m2 est en forme de rectangle vert.

## Activités

### Télévision
| Logo | Chaîne                                                                  | Date de création |
| ---- | ----------------------------------------------------------------------- | ---------------- |
|      | Euronews Chaîne paneuropéenne d'information internationale en continu.  | 1er janvier 1993 |
|      | Africanews Chaîne panafricaine d'information internationale en continu. | 20 avril 2016    |

### Radio
| Logo | Chaîne                                                      | Date de création |
| ---- | ----------------------------------------------------------- | ---------------- |
|      | Euronews radio Radio numérique d'information et de musique. | 2 octobre 2012   |

### Régie publicitaire
- Euronews Sales[36]